# كأس القارات
 كأس القارات (بالإنجليزية: FIFA Confederations Cup) هي بطولة سابقة لكرة قدم للمنتخبات الوطنية كانت تقام كل أربع سنوات برعاية الفيفا، بين أبطال القارات (كأس أمم أوروبا، كوبا أمريكا، كأس آسيا، كأس الأمم الأفريقية، كأس الكونكاكاف الذهبية وكأس أوقيانوسيا للأمم) بالإضافة إلى الفائز بأخر نسخة من بطولة كأس العالم والمستضيف لبطولة كأس العالم القادمة. ليصل عدد المنتخبات المتنافسة إلى ثمانية منتخبات تتنافس على لقب بطل القارات.
بدأت البطولة عام 1992 تحت اسم كأس الملك فهد ورعى الاتحاد السعودي لكرة القدم برعاية أول بطولتين، وفي 1997 أصبحت الفيفا تنظم البطولة رسميًا تحت اسم كأس القارات مع احتساب جميع البطولات السابقة، وأدرجتها في رزنامة بطولات الاتحاد الدولي لكرة القدم، في عام 2005 قرر الاتحاد الدولي لكرة القدم إقامة البطولة كل 4 سنوات وذلك باعتمادها كبطولة إعدادية لبطولة كأس العالم، بحيث تكون بطولة تنشيطية قبل بطولة كأس العالم بعام واحد وفي نفس الدولة المضيفة لبطولة كأس العالم لاختبار تجهيزات البلد المضيف. وأيضا من أجل إتاحة الفرصة لمنتخب البلد المنظم لكأس العالم لخوض أكبر عدد ممكن من المباريات الرسمية. كانت تعتبر هذه البطولة هي ثاني أهم بطولة بعد كأس العالم، وكانت تحظى باهتمام عالمي متزايد في نسخها الأخيرة، حيث شهدت بطولة كأس القارات 2013 وصول نسبة المشاهدة إلى 70 مليون شخص في 10 دول، بينما بلغ عدد الحضور الجماهيري في مباريات البطولة إلى 804،659 شخص.
يعتبر المنتخب البرازيلي هو أكثر المنتخبات التي أحرزت لقب البطولة، حيث يمتلك الرقم القياسي بعدما فاز باللقب 4 مرات، نسخ 1997،2005، 2009 و2013. يليه المنتخب الفرنسي الذي فاز باللقب مرتين عامي 2001 و2003، استطاعت كل من الأرجنتين، الدنمارك، المكسيك وألمانيا إحراز البطولة مرة واحدة أعوام: 1992، 1995، 1999 و2017 على التوالي، استطاعت فرق اتحاد أمريكا الجنوبية إحراز البطولة 5 مرات، يليها فرق الاتحاد الأوروبي إحراز البطولة 4 مرات، ثم اتحاد أمريكا الشمالية برصيد بطولة واحدة.
في مارس 2019، أعلنت الفيفا إيقاف هذه البطولة والاستعاضة عنها بتوسيع بطولة كأس العالم للأندية لتصبح مكونة من 24 ناديُا.

## تاريخ وتفاصيل البطولة

### لمحة تاريخية

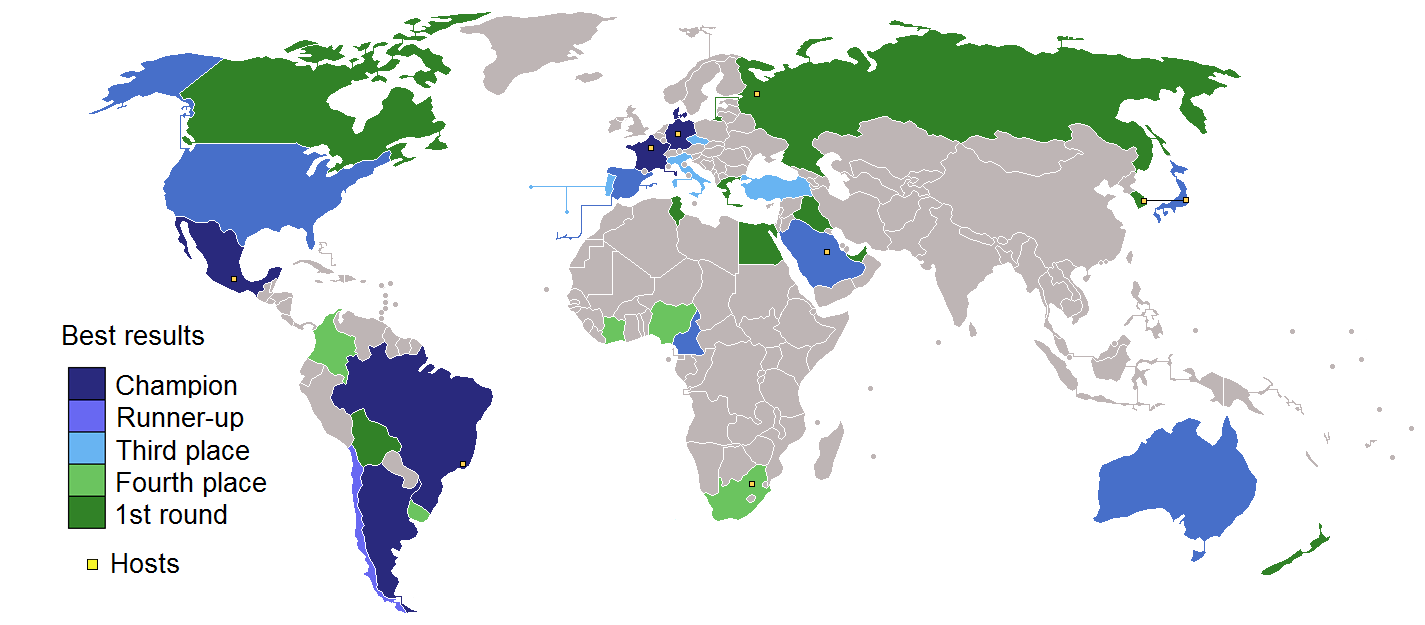
اللون الأزرق الغامق يبين المنتخبات الفائزة باللقب، بينما النقط الصفراء توضح الدول المستضيفة لمنافسات البطولة.

في السابق، أقيمت بطولات دُعي بطل كأس العالم للمشاركة فيها، مثل بطولة كأس العالم المصغرة (Mundialito)  والتي أقيمت في الأوروغواي، احتفالا بمرور 50 عامًا على أول بطولة كأس العالم. وكأس أرتيمو فرانكي بين عامي 1985 و1993، وفيه دُعي بطل كوبا أمريكا وبطل كأس الأمم الأوروبية، ولتصبح بذلك تلك البطولتان من أوائل البطولات التي شهدت تنافسا بين أبطال الاتحادات القارية الكروية. وتعبتر تلك البطولتان الغير معترف بها من قبل الاتحاد الدولي لكرة القدم، من البطولات التي مهدت الطريق لنشأة بطولة كأس القارات. فاعترف الفيفا بلقب كأس القارات بدءُا من بطولة كأس القارات 1992.
ساهمت الكأس الذهبية الأسترالية والتي أقيمت في عام 1988 بمناسبة الاحتفال بالمئوية الثانية لإستقلال أستراليا، والتي شارك فيها بطل كأس العالم منتخب الأرجنتين وبطل أمريكا الجنوبية منتخب البرازيل وبطل آسيا منتخب السعودية والبلد المستضيف أستراليا، دور في نشأة كأس العالم للقارات. فكان فيصل بن فهد رئيس الاتحاد العربي السعودي لكرة القدم آنذاك صاحب فكرة إنشاء البطولة وأطلق عليها كأس الملك فهد وعرفت أيضا باسم كأس الأبطال القارية.

### نشأتها واعتراف الفيفا
استضافت السعودية أول نسختين من كأس الملك فهد فأقيمت البطولة في عامي 1992 وعام 1995 كبطولة ودية. وبعد تقدم قنوات تلفزيونة بطلب تشفير المبارايات علمت الفيفا بجدوى البطولة وقررت إدراجها كبطولة رسمية في العام 1997 وتستضيفها السعودية أيضا بمشاركة المنتخبات الحائزة على اللقب القاري. على الرغم من رغبة الفيفا في انتشار اللعبة، إلا أنها لا تعترف بالبطولات التي لا يكون فيها دخل مادي مثل بطولة كأس الخليج. وفي 1997 اعترفت الفيفا بالبطولة كبطولة رسمية، وبعد إدراجها في رزنامة بطولات الاتحاد الدولي لكرة القدم غُيِّر مسمى البطولة إلى كأس العالم للقارات لكرة القدم.

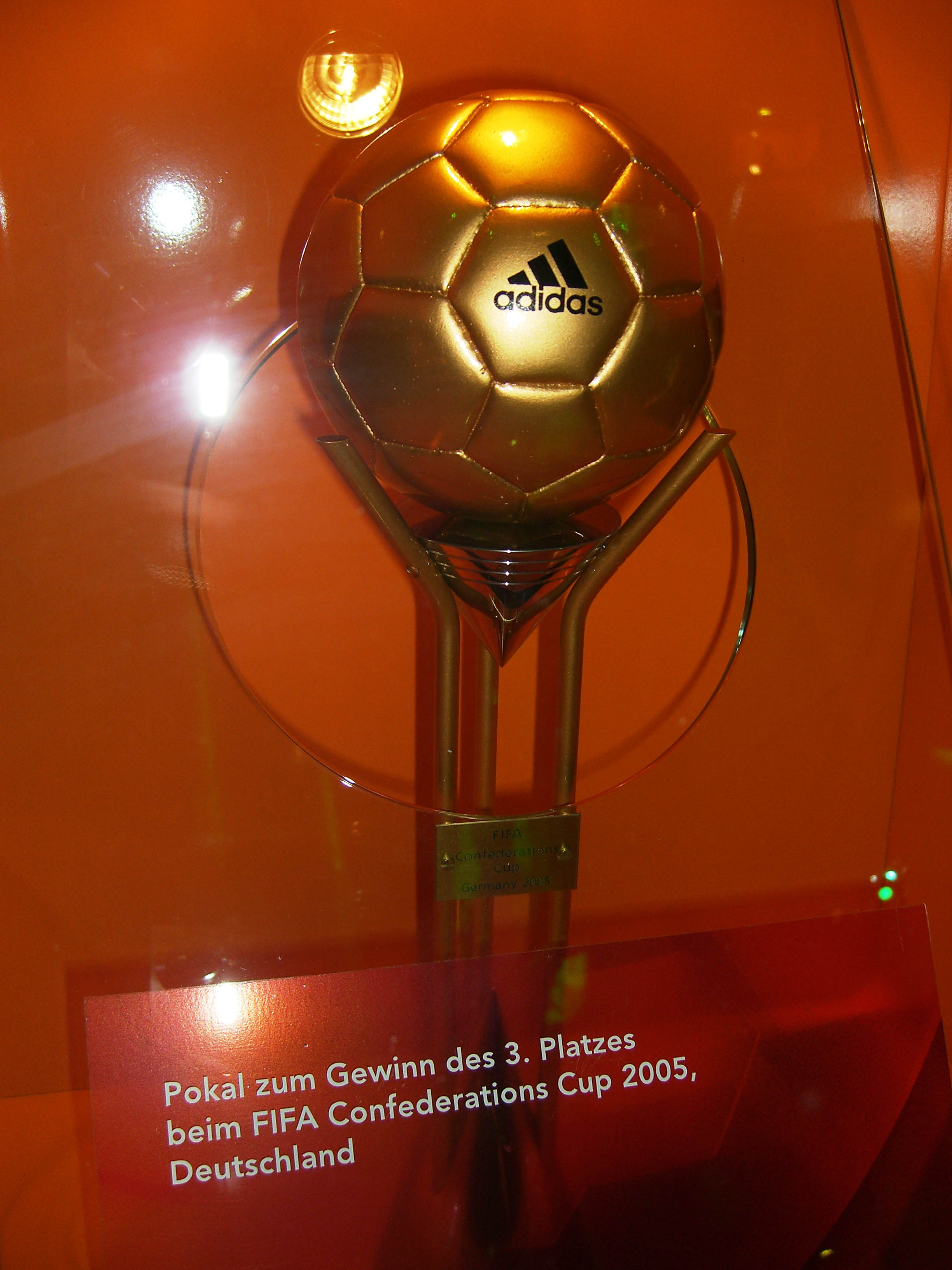
جائزة المنتخب الحائز على المركز الثالث.

وخرجت للمرة الأولى من السعودية لتستضيفها المكسيك عام 1999 وتصبح ثاني بطولة من حيث الأهمية من البطولات التي تشرف عليها الفيفا. وفي عام 2005 قرر الاتحاد الدولي لكرة القدم إقامة البطولة كل 4 سنوات وذلك باعتمادها بطولة إعدادية لبطولة كأس العالم، بحيث تكون بطولة تنشيطية قبل بطولة كأس العالم بسنة واحدة وفي نفس الدولة المضيفة لبطولة كأس العالم لاختبار تجهيزات البلد المضيف. وأيضا من أجل إتاحة الفرصة لمنتخب البلد المنظم لكأس العالم لخوض أكبر عدد ممكن من المباريات الرسمية. وفي الوقت نفسه جُعِل خيار مشاركة أبطال أوروبا وأبطال أمريكا الجنوبية اختيارياً.
عموماً، فإن الفريق المستضيف، وحامل لقب كأس العالم، وأبطال القارات الست يتأهلون للمشاركة في هذه البطولة. وفي حالة تحقيق منتخب لأكثر من شرط من معايير التأهل السابق ذكرها، يدعى فريق آخر لإكمال عقد المنتخبات الثمانية. وغالباً ما يكون هذا الفريق وصيف البطولة القارية (في كأس القارات 2013، شارك المنتخب الإسباني في البطولة بصفته بطل كأس العالم وبطل كأس الأمم الأوروبية، ولهذا تمت دعوة المنتخب الإيطالي، وصيف كأس الأمم الأوروبية 2012 للمشاركة في البطولة)
خلال بطولات كأس القارات، حدث 3 حالات اختارت فيها المنتخبات خيار عدم المشاركة (مرتين لمنتخب ألمانيا ومرة لمنتخب فرنسا). المنتخب الألماني انسحب مرتين، أولها في كأس القارات 1997، بعد فوزه بلقب كأس الأمم الأوروبية 1996  ويستدعى وصيف البطولة ذاتها التشيك. أما الثانية فكانت في كأس القارات 2003 بعدما تأهل كوصيف كأس العالم 2002، وشاركت تركيا ثالث كأس العالم بدلاً عنه في البطولة. بينما الحالة الثالثة كانت من نصيب المنتخب الفرنسي في كأس القارات 1997، بعد فوزه بلقب كأس العالم 1998 وشارك البرازيل بدلاً عنه كوصيف لبطولتي كأس العالم 1998 وكوبا أمريكا 1997.

### كأس الملك فهد (1992-1995)
أقيمت أول بطولة لكأس القارات في المملكة العربية السعودية عام 1992 بمشاركة أربعة منتخبات، في مقدمتها السعودية بطل كأس آسيا 1988، منتخب الأرجنتين بطل كأس أمريكا الجنوبية 1991، منتخب ساحل العاج بطل كأس الأمم الأفريقية لكرة القدم 1992، منتخب الولايات المتحدة بطل الكأس الذهبية 1991. مثلت المنتخبات المشاركة أربعة قارات وهي أمريكا الجنوبية وآسيا وأمريكا الشمالية وأفريقيا. شهدت البطولة غياب ممثلي الاتحاد الأوروبي والاتحاد أوقيانوسي. فغاب منتخب من القارة العجوز بسبب إقامة بطولة كأس الأمم الأوروبية لكرة القدم 1992، وغاب منتخب من قارة أوقيانوسيا بسبب عدم إقامة كأس أوقيانوسيا للأمم في الفترة ما بين 1980 و 1996. أقيمت البطولة في الفترة 15-20 من شهر أكتوبر في العاصمة الرياض. وكان المنتخب الأرجنتيني المرشح للفوز باللقب على الرغم من غياب نجمهم دييغو مارادونا. لكن تشكيلة المدرب ألفيو باسيلي كانت مرشحه للفوز نظراً لما تحتويه من لاعبين كبار أمثال غابرييل باتيستوتا وفيرناندو ريدوندو وكلاوديو كانيجيا ودييغو سيموني. وبالفعل استطاعت الأرجنتين وبسهولة الفوز باللقب بعدما هزمت ساحل العاج 4-1 والسعودية 3-1  على التوالي.

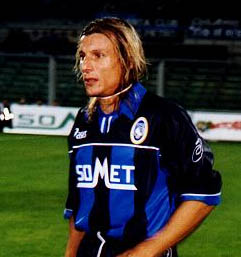
الأرجنتيني كلاوديو كانيجيا, الفائز ببطولة كأس الملك فهد 1992

شهدت بطولة كأس الملك فهد 1995 والتي أقيمت في المملكة العربية السعودية للمرة الثانية على التوالي، مشاركة 6 منتخبات في مقدمتها السعودية كونها البلد المستضيف، منتخب الأرجنتين الفائز ببطولة كأس أمريكا الجنوبية 1993، نيجيريا بطل كأس الأمم الأفريقية لكرة القدم 1994، منتخب المكسيك بطل الكأس الذهبية 1993، منتخب اليابان بطل كأس آسيا 1992  وأخيراً مفاجأة كأس الأمم الأوروبية لكرة القدم 1992 المنتخب الدنمارك. لم تستطع المنتخبات الآسيوية أن تتأهل للدور نصف النهائي فخرجت السعودية واليابان من الأدوار الأولى بعدما خسروا كل مبارياتهم واحتلوا المراكز الأخيرة في دور المجموعات. استطاعت المكسيك الفوز بالمركز الثالث بعدما تغلبت على نيجيريا بركلات ترجيح. واجهت الأرجنتين حاملة اللقب بقيادة خافيير زانيتي وروبيرتو أيالا وأرييل أورتيغا، المنتخب الدنماركي مفاجأة ببطولة كأس الأمم الأوروبية لكرة القدم 1992 بقيادة الأخوين مايكل لاودروب براين لاودروب في المباراة النهائية. فتقدم لاعبو المدرب ريتشارد مولر نيلسون بهدف مبكر بواسطة ضربة جزاء في الدقيقة الثامنة بعدما نفذها مايكل لاودروب بنجاح في الشباك الأرجنتينية. في الشوط الثاني وتحديدا في الدقيقة 71 استطاع المهاجم بيتر راسموسن أن يؤكد التفوق الواضح للدنماركيين بعدما أحرز الهدف الثاني، وتفوز الدنمارك بالنسخة الثانية والأخيرة من كأس الملك فهد.

### رعاية الفيفا (1997-1999)
قرر الاتحاد الدولي لكرة القدم الاعتراف بالبطولة وأن يشرف بنفسه على تنظيمها، فأصبحت البطولة رسمية، ذو موعد ثابت في تقويم الفيفا. وكان من ضمن أهداف الفيفا في تلك الفترة السماح للمنتخبات الصغيرة والتي لا تنتمي لنخبة منتخبات كرة القدم بالبروز عالميا، والاحتكاك بالمنتخبات القوية، خاصة المنتخبات الأوروبية واللاتينية. وبهذا أصبحت بطولة كأس القارات 1997 أول نسخة من بطولات معترفة بها من يطولات كأس القارات التي أقيمت.

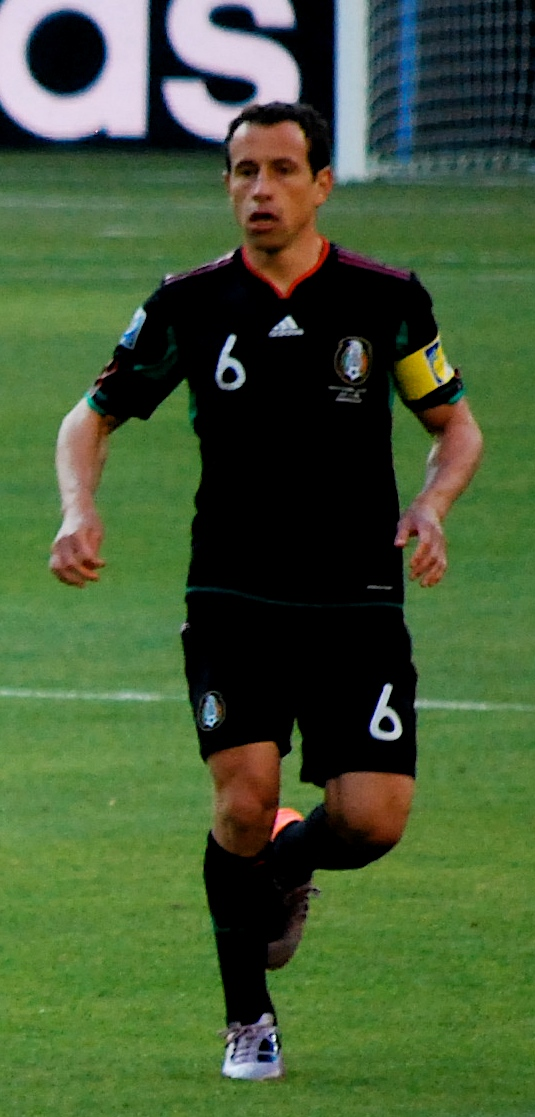
خيراردو تورادو الفائز مع منتخب المكسيك ببطولة كأس القارات 1999.

شهدت بطولة كأس القارات 1997 والتي أقيمت من 12 إلى 21 أكتوبر، لأول مرة مشاركة ثمان منتخبات ممثلةً جميع القارات الست. فشارك كل من السعودية بصفتها الدولة المستضيفة وبطلة كأس آسيا 1996، منتخب البرازيل بعد فوزه بلقب كأس العالم 1994، منتخب الأوروغواي بطل كأس أمريكا الجنوبية 1995، منتخب أستراليا بطل كأس أوقيانوسيا 1996، منتخب جنوب أفريقيا بعدما فاز بلقب كأس الأمم الأفريقية لكرة القدم 1996، منتخب المكسيك بطل الكأس الذهبية 1996، واعتذر المنتخب الألماني الفائز ببطولة كأس الأمم الأوروبية لكرة القدم 1996 عن المشاركة ولهذا شارك منتخب التشيك وصيف البطولة بدلا من المنتخب الألماني، وأخيراً، شارك المنتخب الإماراتي وصيف كأس آسيا 1996 بعد فوز السعودية باللقب وجمعها بين اللقب وحق الاستضافة. في المجموعة الأولى تأهلت كل من البرازيل وأستراليا بعد احتلالهما للمركزين الأول والثاني على التوالي، وفي المجموعة الثانية تأهلت كل من الأوروغواي كبطل المجموعة والتشيك وصيف المجموعة. فازت البرازيل على التشيك بهدفين نظيفين في مباراة تميزت بالتمريرات السريعة والإيقاع السريع. بينما خسرت المكسيك -مفاجأة البطولة- من المنتخب الأسترالي بهدف نظيف سجله هاري كيويل لاعب ليدز يونايتد. في المباراة النهائية، سحقت البرازيل المنتخب الأسترالي 6-0، من خلال ثلاثيتين سجلهما كل من روماريو ورونالدو.
استضافت المكسيك نسخة كأس القارات 1999. بمشاركة منتخب المكسيك المستضيف وبطل كأس كونكاكاف الذهبية 1998، منتخب بوليفيا وصيف كأس أمريكا الجنوبية 1997، منتخب البرازيل الفائز بكأس أمريكا الجنوبية 1997 ووصيف بطولة كأس العالم لكرة القدم 1998، منتخب مصر بطل كأس الأمم الأفريقية لكرة القدم 1998، ومنتخب ألمانيا الفائز بكأس الأمم الأوروبية لكرة القدم 1996، منتخب نيوزيلندا بطل كأس أوقيانوسيا 1998، منتخب السعودية بطل كأس الأمم الآسيوية لكرة القدم 1996 ومنتخب الولايات المتحدة وصيف كأس كونكاكاف الذهبية 1998. بينما أعتذر المنتخب الفرنسي بطل كأس العالم لكرة القدم 1998 نتيجة لضغوط مارسته الأندية الأوروبية الكبرى على الاتحاد الفرنسي لكرة القدم لعدم المشاركة، مما دفع الاتحاد الفرنسي إلى الانسحاب من البطولة. في الأدوار الإقصائية واجهت البرازيل منتخب السعودية واستطاعت الفوز بنتيجة ثقيلة قوامها 8-2 استطاع فيها رونالدينهو أن يسجل 3 أهداف. وفي المباراة الثانية فاز المستضيف منتخب المكسيك على منتخب الولايات المتحدة بهدف نظيف سجله كواوتيموك بلانكو في الدقيقة السابعة من بداية الأشواط الإضافية. في المباراة النهائية وعلى ملعب أزتيكا شهدت المباراة سجالا كروياً بين منتخبي البرازيل والمكسيك، فتقدمت المكسيك بهدفين نظيفين من ميغيل زيبيدا وخوسيه أبونديس، ثم عادلت البرازيل النتيجة بهدفي سيرجينهو ورونييليتون دوس سانتوس. ثم ردّت المكسيك الصاع للبرازيل بتسجيلها هدفين من توقيع كواوتيموك بلانكو وميغيل زيبيدا، بينما لم يشفع للبرازيل هدف زي روبرتو وانتهت المباراة النهائية بفوز المكسيك بنتيجة 4-3 على منتخب البرازيل.

### الثنائية الفرنسية (2001-2003)

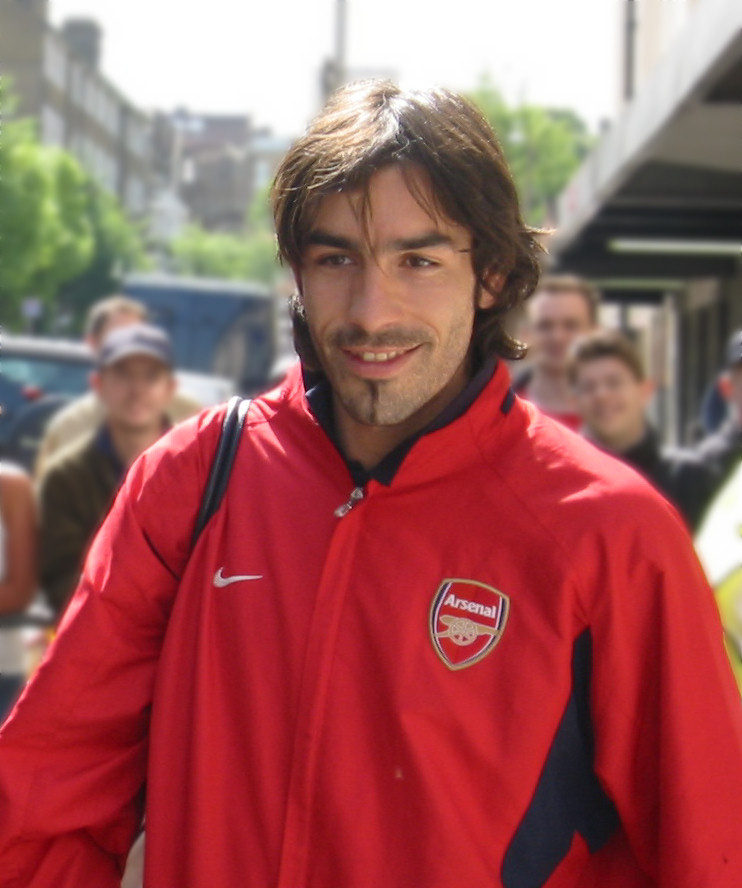
روبير بيريز الفائز بالثنائية مع منتخب فرنسا في نسخة 2001 و2003.

كلفت اللجنة المنظمة للبطولة كلاً من اليابان وكوريا الجنوبية مستضيفي بطولة كأس العالم لكرة القدم 2002 بتنظيم بطولة كأس القارات 2001. شهدت البطولة مشاركة العديد من المنتخبات، فشاركت كوريا الجنوبية بصفتها مستضيفة بطولة كأس العالم لكرة القدم 2002، وأيضا شاركت اليابان بصفتها مستضيفة بطولة كأس العالم لكرة القدم 2002 والفائزة بكأس آسيا 2000. بينما شاركت المكسيك لأنها حاملة لقب النسخة الماضية كأس القارات 1999، المنتخب الفرنسي بطل كأس الأمم الأوروبية 2000 وحامل لقب بطولة كأس العالم لكرة القدم 1998، ومنتخب البرازيل الفائز بكأس أمريكا الجنوبية 1999، ومنتخب الكاميرون بعدما فاز بلقب كأس الأمم الأفريقية لكرة القدم 2000، ومنتخب أستراليا بطل كأس أوقيانوسيا 2000، وكندا الفائزة بلقب الكأس الذهبية 2000. في المجموعة الأولى، كانت المفاجأة المدوية والتي تمثلت بخروج منتخب المكسيك خالي الوفاض بعد ثلاث هزائم متتالية، بينما تأهل كل من منتخب فرنسا ومنتخب أستراليا للدور المقبل. شهدت المجموعة مفاجأة أخرى والتي تمثلت بتصدر المنتخب الياباني لمجموعته بسبعة نقاط، تاركاً الوصافة لمنتخب البرازيل برصيد خمس نقاط. في الدور نصف النهائي، استطاعت الياباني تخطي منتخب أستراليا بهدف نظيف سجله المهاجم هيديتوشي ناكاتا من ضربة حره عانقت الشباك الأسترالية في الدقيقة 43. بينما في المباراة الثانية من نفس الدور شهد تكرار نهائي كأس العالم لكرة القدم 1998 بين منتخبي البرازيل وفرنسا، انتهت بفوز الأخير بهدفين لهدف. واجه المنتخب الياباني مفاجأة البطولة بطل أوروبا المنتخب الفرنسي، واستطاع الفرنسيون هزيمة أصحاب الأرض بهدف نظيف سجله لاعب خط الوسط باتريك فييرا في الدقية 30 من الشوط الأول. ولتجمع فرنسا بين أكبر 3 ألقاب عالمية في غضون 3 سنوات. ففازت بكأس العالم لكرة القدم 1998 وكأس الأمم الأوروبية 2000 وكأس القارات 2001.

اللاعب الكاميروني مارك فيفيان فويه الذي توفي أثناء مباراة نصف النهائي مع كولومبيا

أقيمت بطولة كأس القارات 2003 في فرنسا، تأهلت 8 منتخبات لخوض غمار البطولة. فشارك كل من، فرنسا بصفته المستضيف والفائز بكأس الأمم الأوروبية 2000 وحامل لقب بطولة الأخيرة كأس القارات 2001، منتخب البرازيل الفائز ببطولة بطولة كأس العالم لكرة القدم 2002، منتخب تركيا بعد اعتذار وصيف كأس العالم 2002 منتخب ألمانيا عن المشاركة، ومنتخب كولومبيا الفائز بكأس أمريكا الجنوبية 2001، ومنتخب الكاميرون بعدما فاز بلقب كأس الأمم الأفريقية لكرة القدم 2002، منتخب اليابان الفائز بكأس آسيا 2000، ومنتخب الولايات المتحدة الفائز بلقب الكأس الذهبية 2002، وأخيرا منتخب نيوزيلندا بطل كأس أوقيانوسيا 2002. تأهل البلد المستضيف منتخب فرنسا بعدما احتل المركز الأول في مجموعته بثلاث انتصارات تاركاً المركز الثاني للمنتخب الكولومبي. بينما شهدت المجموعة الثانية خروج منتخب البرازيل بطل كأس العالم 2002 بعد احتلاله للمركز الثالث بفارق الأهداف عن المنتخب التركي صاحب المركز الثاني، بينما لم يجد منتخب الكاميرون أي صعوبة في تصدر مجموعته. في المباراة الأولى تقدم منتخب الكاميرون بهدف على منتخب كولومبيا جاء في الدقيقة 9. لكن في الدقيقة 72، حدثت الفاجعة وخيم الحزن على الملعب، حين سقط الاعب مارك فيفيان فويه في دائرة المنتصف دون أن يلمسه أحد، وقُدِّم الإسعافات الأولية على أرضية الملعب فوراً واستمروا لمدة 45 دقيقة في محاولة يائسة لاعادة تشغيل القلب، ولكن أُعلن عن وفاته رسمياً على أرضية الملعب عن عمر يناهز 28 عاما. وبعد الفحص الطبي الثاني قررت لجنة الأطباء بأن سبب وفاة مارك فيفيان فويه كان تضخم في عضلة القلب ناتج من مرض قلبي خلقي. سبب موت مارك فيفيان فويه صدمة للجميع، وبكى عليه لاعبو منتخبي فرنسا وتركيا في مباراة نصف النهائي الثانية، وقد أهداه تييري هنري هدفا في تلك المباراة التي انتهت بفوز فرنسا 3-2 بفضل أهداف روبير بيريز وتييري هنري وسيلفان ويلتورد. وفي المباراة النهائية استطاعت فرنسا أن تفوز باللقب بعدما تغلبت على منتخب الكاميرون بالهدف الذهبي الذي أحرزه تييري هنري في الدقيقة 97 من الشوط الإضافي الأول وأطلقت بعدها صافرة نهاية المباراة.

### الثلاثية البرازيلية (2005-2013)

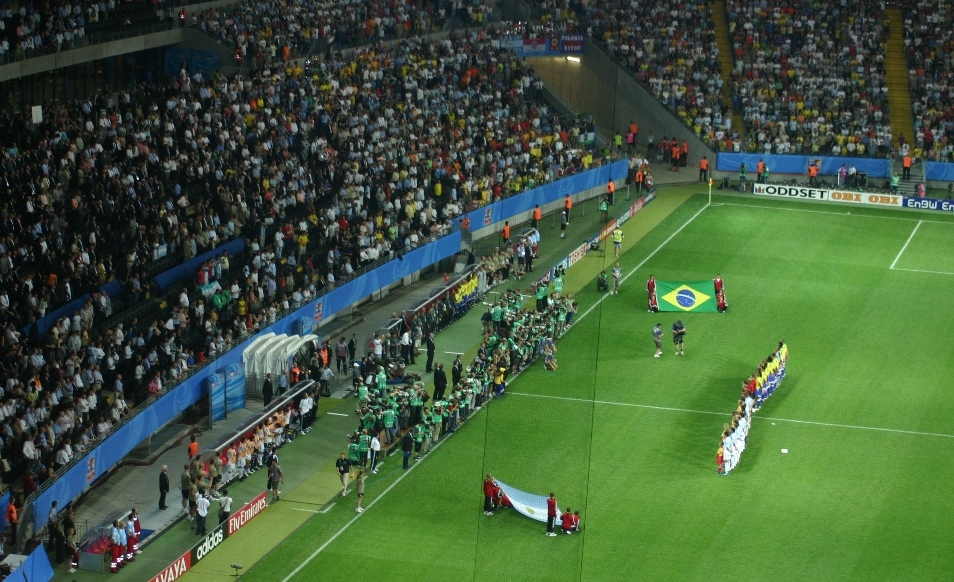
صورة من المباراة النهائية لبطولة 2005 بين البرازيل والأرجنتين

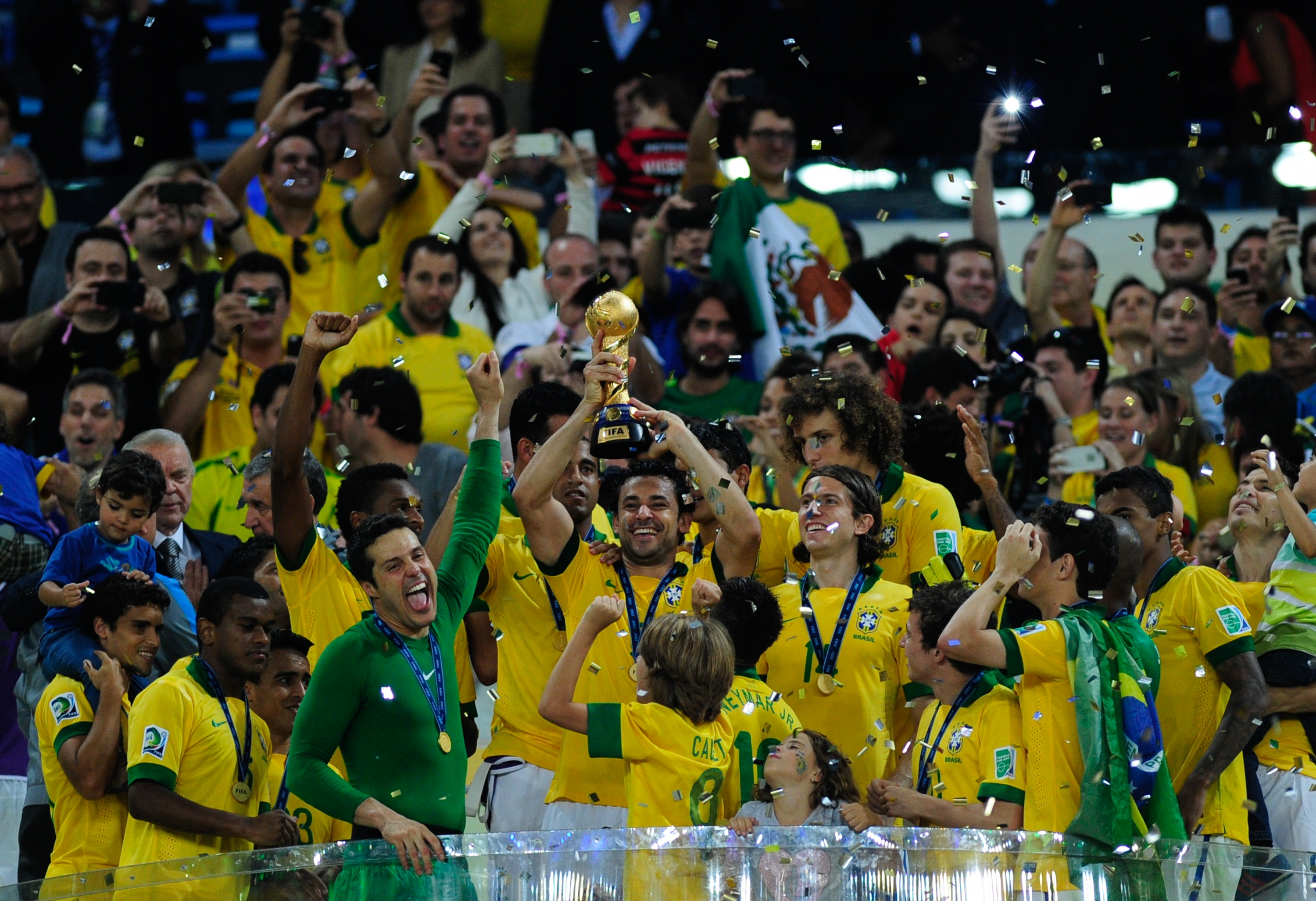
منتخب البرازيل أكثر المنتخبات فوزاً باللقب 4 مرات، 3 مرات منها كانت متتالية أعوام 2005 و2009 و2013.

قبل عام واحد من بطولة كأس العالم لكرة القدم 2006 أقيمت بطولة كأس القارات 2005 في ألمانيا. فشارك منتخب ألمانيا في البطولة بصفته البلد المستضيف، وشارك أيضا كل من منتخب البرازيل الفائز ببطولة بطولة كأس العالم لكرة القدم 2002 وبطولة كوبا أمريكا 2004، منتخب الأرجنتين وصيف بطولة كوبا أمريكا 2004، منتخب اليابان الفائز بكأس آسيا 2004، ومنتخب المكسيك الفائز بالكأس الذهبية 2003، ومنتخب تونس بعدما فاز بلقب كأس الأمم الأفريقية لكرة القدم 2004، وشارك منتخب اليونان بعدما توج ببطولة كأس الأمم الأوروبية 2004 وأخيرا منتخب نيوزيلندا بطل كأس أوقيانوسيا 2004. في المجموعة الأولى لم تكن المهمة صعبة لمنتخبات ألمانيا والأرجنتين لاحتلال المراكز الأولى فتأهلا للدور المقبل برصيد 7 نقاط لكل منها لكن فارق الأهداف كان من نصيب الألمان. بينما في المجموعة الثانية تأهلت المكسيك بعد تربعها هلى عرش المجموعة، بينما واجه المنتخب البرازيل صعوبة في التأهل، بعدما احتل المركز الثاني برصيد 4 نقاط من تعادل وفوز وحيدين وبفارق الأهداف عن المنتخب الياباني. واجهة المنتخب الأرجنتيني صعوبة في تخطي المنتخب المكسيك، فتأهل بشق الأنفس عن طريق الركلات الترجيحية بعدما انتهى الوقت الأصلي بالتعادل الإيجابي بهدف للطرفين سُجلا في الوقت الإضافي، بتوقيع كل من المكسيكي كارلوس سالسيدو والأرجنتين لوتشيانو فيغويروا. وفي المباراة الثانية، اعتقد الألمان أن مهتهم سهلة أمام البرازيل اعتماداً على ما قدموه في دور المجموعات، لكن المنتخب البرازيل خالف التوقعات وكان نداً للمنتخب ألماني، فاستطاع أن يتغلب على أصحاب الأرض والجمهور بنتيجة 3-2 بتوقيع رونالدينهو وأدريانو. ضرب البرازيل موعدا في المباراة النهائية مع غريمها التقليدي منتخب الأرجنتين، فعلى ملعب كومرزبانك أرينا في فرانكفورت، استطاعت البرازيل أن تفوز على الأرجنتين بنتيجة عريضة قوامها 4-1، فسجلت البرازيل 4 أهداف خلال 65 دقيقة براسطة رونالدينهو وكاكا وأدريانو، بينما جاء هدف الأرجنتين الوحيد من اللاعب بابلو أيمار.

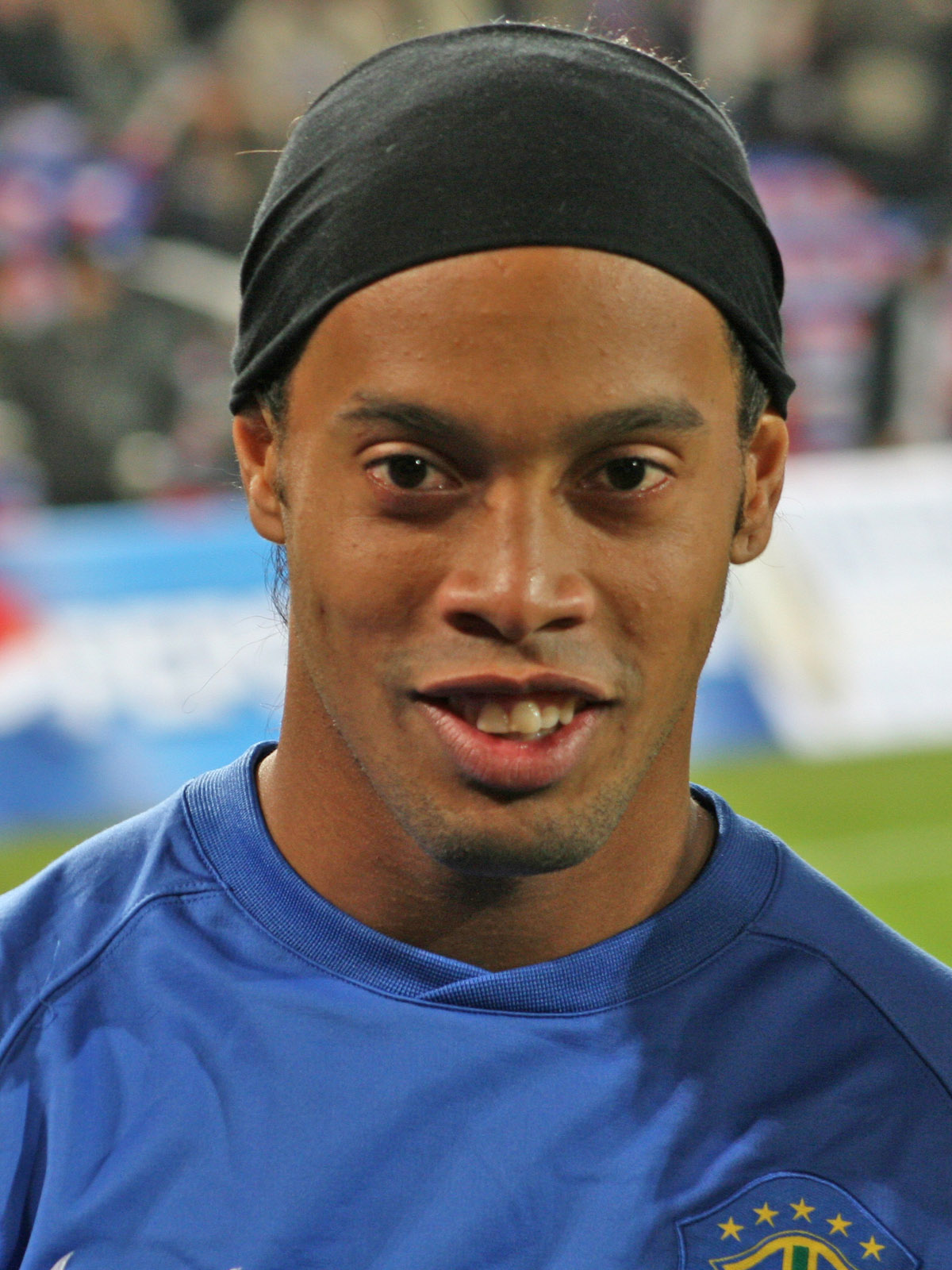
رونالدينهو الهداف التاريخي للبطولة برصيد 9 أهداف بالمشاركة مع المكسيكي كواوتيموك بلانكو.

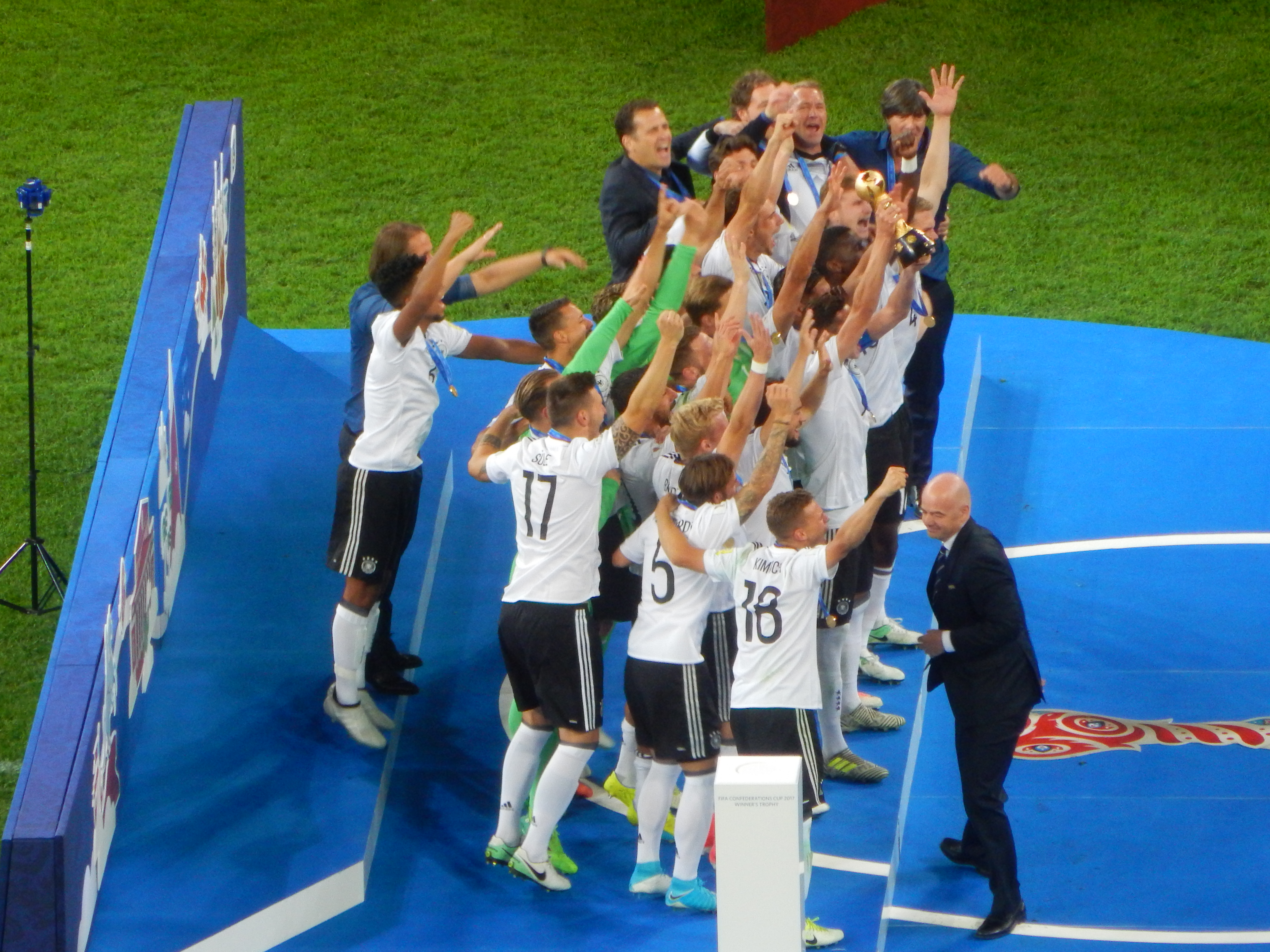
تتويج المنتخب الألماني بكأس القارات 2017

في عام 2005 قرر الاتحاد الدولي لكرة القدم إقامة البطولة كل 4 سنوات وذلك باعتمادها بطولة إعدادية لبطولة كأس العالم، بحيث تكون بطولة تنشيطية قبل بطولة كأس العالم بسنة واحدة وفي نفس الدولة المضيفة لبطولة كأس العالم لاختبار تجهيزات البلد المضيف. وأيضا من أجل إتاحة الفرصة لمنتخب البلد المنضم لكأس العالم لخوض أكبر عدد ممكن من المباريات الرسمية.
أقيمت النسخة الثامنة لكأس القارات، في بلد الفوفوزيلا، وهي جنوب أفريقيا من 14 يونيو إلى 28 يونيو 2009 كمقدمة لكأس العالم لكرة القدم 2010، فشارك في كأس القارات 2009، العديد من المنتخبات كان في مقدمتهم منتخب البلد المستضيف أفريقيا. شارك أيضا في البطولة منتخب إيطاليا حامل لقب كأس العالم لكرة القدم 2006، منتخب البرازيل الفائز ببطولة كوبا أمريكا 2007، ومنتخب الولايات المتحدة الفائز بالكأس الذهبية 2007، منتخب أسبانيا حامل لقب بطولة كأس الأمم الأوروبية 2008، منتخب نيوزيلندا بطل كأس أوقيانوسيا 2008. وشهدت البطولة مشاركة منتخبين عربين هما المنتخب المصري بطل كأس الأمم الأفريقية لكرة القدم 2008 والمنتخب العراقي الفائز بكأس آسيا 2007. في المجموعة الأولى استطاعت البرازيل أن تفلت من كمين المنتخب المصري بعدما فازت 4-3 بشق الأنفس. واستطاع منتخب الولايات المتحدة خطف بطاقة التأهل الثانية بفارق الأهداف عن إيطاليا ومصر بعدما تساوى معهم بالنقاط برصيد 3 نقاط لكل منتخب. بينما في المجموعة الثانية لم تجد أسبانيا أي صعوبة فاحتلت الصدارة برصيد 9 نقاط، تاركةً الوصافة للبلد المضيف برصيد 4 نقاط. في الأدوار الإقصائية أكد منتخب الولايات المتحدة أحقيته بخطف بطاقة التأهل لدور نصف النهائي بعدما هزم منتخب أسبانيا حامل لقب بطولة كأس الأمم الأوروبية 2008 بهدفين نظيفين سجلهما كل من جوزي ألتيدور وكلينت ديمبسي. وفي المباراة الثانية استطاعت البرازيل الفوز على المنتخب الجنوب إفريقي بهدف نظيف سجله دانييل ألفيس في الدقيقة 88 من الوقت الأصلي للمباراة. في المباراة النهائية تواجه المنتخب البرازيلي مع المنتخب الأمريكي في سيناريو عاد لمباراة دور المجموعات. صدم المنتخب الأمريكي الحاضرين في ملعب إليس بارك بتسجيله هدفين خلال 27 دقيقة بتوقيع كلينت ديمبسي ولاندون دونوفان وينتهي الشوط الأول بتقدم أبناء العم سام بهدفين نظيفين. انتفض البرازيليون في الشوط الثاني فاستطاعوا أن يسجلوا 3 أهداف، ثنائية لويس فابيانو وهدف لوسيو، قلبوا بها النتيجة وتوجوا أبطالاً لكأس القارات 2009.
أقيمت بطولة كأس القارات 2013 في البرازيل، وتأهلت 8 منتخبات لخوض غمار البطولة. فشارك كل من البرازيل بصفته المستضيف، منتخب أسبانيا الفائز ببطولة كأس العالم لكرة القدم 2010، وبطل كأس الأمم الأوروبية لكرة القدم 2012 منتخب اليابان الفائز بكأس آسيا 2011، ومنتخب المكسيك الفائز بالكأس الذهبية 2011، منتخب الأوروغواي الفائز ببطولة كوبا أمريكا 2011، ومنتخب تاهيتي الفائز بلقب كأس أوقيانوسيا 2012، ومنتخب إيطاليا وصيف كأس العالم لكرة القدم 2010، وأخيراً منتخب نيجيريا حامل لقب بطولة كأس الأمم الأفريقية لكرة القدم 2013. في المجموعة الأولى لم يجد المنتخب البرازيلي أي صعوبة في تصدر مجموعته، فتصدرها بثلاث انتصارات منها انتصاره على إيطاليا بنتيجة ثقيلة قوامها 4-2. وعلى الرغم تلك الخسارة استطاع المنتخب الإيطالي أن يتأهل للور المقبل بعدما فحصد 6 نقاط من انتصارين وهزيمة. وفي المجموعة الثانية تصدر المنتخب أسبانيا مجموعته بعدما جمع 9 نقاط من ثلاث انتصارات، مسجلاً 15 هدفاً بعدما هزم تاهيتي بنتيجة ثقيلة قوامها 10-0 محققاً بذلك أكبر نتيجة فوز في تاريخ البطولة. في الأدوار الإقصائية لم تكن الأمور مريحة بالنسبة للمنتخب الأسباني مثلما كلن الحال في دور المجموعات، فاصطدم بالمنتخب الإيطالي، في تكرار لسيناريو نهائي كأس الأمم الأوروبية لكرة القدم 2012، فاستطاع أن يجتاز الطليان بركلات الترجيح بعد انتهاء الوقت الأصلي بالتعادل السلبي. في المقابل، لم يكن المنتخب البرازيلي ذا حالٍ أفضل من المنتخب الإسباني، فتغلب على المنتخب الأوروغواي بصعوبة بهدفين لهدف حملا توقيع كل من فريد وباولينيو. في المباراة النهائية التي أقيمت على ملعب الماراكانا الشهير، كشرت البرازيل عن أنيابها واستطاعت أن تدك مرمى المنتخب الأسباني بثلاثة أهداف نظيفة من ثنائية فريد وهدف نيمار، وتضع حدا لمسيرة منتخب أسبانيا الخالية من الهزائم في 29 مباراة رسمية على مدار ثلاث سنوات. ويصبح بذلك المنتخب البرازيلي صاحب الرقم القياسي بعدد مرات الفوز بالبطولة 4 مرات، والمنتخب الوحيد الذي حصد على لقب البطولة 3 مرات متتالية.

### المنتخب الألماني وبطولة 2017
أقيمت مسابقة كأس القارات 2017 في روسيا في الفترة ما بين 17 يونيو إلى 2 يوليو من عام 2017.، وتأهل منتخب روسيا لكرة القدم تلقائياً بصفته البلد المستضيف وكذلك تأهل منتخب ألمانيا الفائز بآخر نسخة من بطولة كأس العالم 2014، بالإضافة لستة منتخبات أخرى ممثلة أبطال القارات الستة وهم؛ منتخب التشيلي ومنتخب البرتغال ومنتخب أستراليا ومنتخب الكاميرون ومنتخب نيوزيلندا ومنتخب المكسيك.
كانت هذه البطولة هي أول مرة يغيب فيها عنها المنتخب البرازيلي الذي شارك فيها منذ عام 1995 وهو صاحب الرقم القياسي لعدد مرات الفوز وعدد مرات المشاركة في البطولة، وشهدت البطولة مشاركة منتخبات لأول مرة في تاريخها مثل المنتخب التشيلي الفائز بلقب كوبا أمريكا 2015، والمنتخب البرتغالي الفائز بلقب بطولة أمم أوروبا 2016 والمنتخب الأسترالي بطل كأس أمم آسيا 2015 وكان أول منتخب يتأهل لمنافسات كأس القارات من أكثر من قارة حيث سبق من قبل وأن تأهل ممثلاً عن اتحاد أوقيانوسيا أعوام 1997 و2001 و2005.
فازت ألمانيا باللقب الأول لها في بطولة كأس القارات بعدما تغلب على التشيلي في المباراة النهائية بهدف نظيف وشهدت استخدام تقنية حكم الفيديو المساعد (VAR) لأول مرة في تاريخ بطولات الفيفا.

### كأس القارات 2021 وإلغاء البطولة
كان من المفترض أن تقام بطولة 2021 في قطر كما جرت العادة لكونها البلد المضيف التي نالت استضافة كأس العالم 2022 في 2 ديسمبر 2010، وبالرغم من ذلك نشأت مخاوف حول درجات الحرارة المرتفعة في قطر خلال فترة الصيف والتي أدت أيضًا إلى دعوات لنقل مباريات كأس العالم من شهري يونيو / يوليو إلى نوفمبر / ديسمبر، وفي 25 فبراير 2015 أعلنت الفيفا رسميًا نقل كأس القارات 2021 من قطر إلى أي بلد آخر من الاتحاد الآسيوي لكرة القدم دون الإعلان عن دولة معينة لأستضافة الحدث. في 15 مارس 2019 قرر مجلس الاتحاد الدولي لكرة القدم برئاسة جياني إنفانتينو إلغاء بطولة كأس العالم للقارات وتطبيق نظام جديد لبطولة كأس العالم للأندية وزيادة عدد الفرق لتُقام في الصيف والمقرر تطبيقه بداية من عام 2021.

## المشاركات العربية
كانت المشاركات العربية في بداية مسيرة البطولة محصورة على المنتخب السعودي في بطولتي كأس القارات 1992 وكأس القارات 1995، واستمرت مشاركاتها لبطولتين أخرى لتصبح السعودية أكثر الدول العربية مشاركة بكأس القارات بأربعة مشاركات. شهد ظهور ثاني فريق عربي بعد السعودية في كأس القارات 1997 عندما شاركت الإمارات بعد تأهلها كوصيفة كأس آسيا 1996. تأخر ظهور المنتخبات العربية الأفريقية في البطولة، حيث شهد أول ظهور لها في كأس القارات 1999 بمشاركة المنتخب المصري بعد فوزه بلقب كأس الأمم الأفريقية 1998. في كأس القارات 2005 شارك المنتخب التونسي كبطل كأس الأمم الأفريقية 2004. أخر مشاركة عربية كانت في كأس القارات 2009 حيث شارك كلا من: المنتخب المصري كبطل لكأس أمم إفريقيا 2008 والمنتخب العراقي كبطل كأس آسيا 2007.
من ناحية النتائج، لم تكن النتائج المنتخبات العربية مشرفة إذا استثنينا حصول المنتخب السعودي على الوصافة بعدما خسر من الأرجنتين بنتيجة 3-1 بكأس القارات 1992، وحصوله على المركز الرابع بعد خسارته من الولايات المتحدة بنتيجة 2-1 في كأس القارات 1995. حيث خرجت منتخبات الإمارات والعراق ومصر وتونس جميعها من دور المجموعات.
| المنتخب                  | عدد المشاركات | لعب | فاز | تعادل | خسر | له | عليه | الفرق | أول مشاركة | المشاركة الأخيرة | أفضل نتيجة    |
| ------------------------ | ------------- | --- | --- | ----- | --- | -- | ---- | ----- | ---------- | ---------------- | ------------- |
| السعودية                 | 4             | 12  | 3   | 1     | 8   | 13 | 31   | -18   | 1992       | 1999             | الوصيف (1992) |
| مصر                      | 2             | 6   | 1   | 2     | 3   | 8  | 17   | -9    | 1999       | 2009             | دور المجموعات |
| العراق                   | 1             | 3   | 0   | 2     | 1   | 0  | 1    | -1    | 2009       | 2009             | دور المجموعات |
| تونس                     | 1             | 3   | 1   | 0     | 2   | 3  | 5    | -2    | 2005       | 2005             | دور المجموعات |
| الإمارات العربية المتحدة | 1             | 3   | 1   | 0     | 2   | 2  | 8    | -6    | 1997       | 1997             | دور المجموعات |

## سجل الأبطال

### كأس الملك فهد
| العام       | المستضيف | النهائي   | النهائي | النهائي   | مباراة المرتبة الثالثة | مباراة المرتبة الثالثة | مباراة المرتبة الثالثة | عدد المنتخبات |
| العام       | المستضيف | البطل     | النتيجة | الوصيف    | الثالث                 | النتيجة                | الرابع                 | عدد المنتخبات |
| ----------- | -------- | --------- | ------- | --------- | ---------------------- | ---------------------- | ---------------------- | ------------- |
| 1992 تفاصيل | السعودية | الأرجنتين | 3–1     | السعودية  | الولايات المتحدة       | 5–2                    | ساحل العاج             | 4             |
| 1995 تفاصيل | السعودية | الدانمارك | 2–0     | الأرجنتين | المكسيك                | 1–1 (5–4 ر.ج.ت)        | نيجيريا                | 6             |

### كأس القارات
| العام       | المستضيف               | النهائي       | النهائي       | النهائي          | مباراة المرتبة الثالثة | مباراة المرتبة الثالثة  | مباراة المرتبة الثالثة |
| العام       | المستضيف               | البطل         | النتيجة       | الوصيف           | الثالث                 | النتيجة                 | الرابع                 |
| ----------- | ---------------------- | ------------- | ------------- | ---------------- | ---------------------- | ----------------------- | ---------------------- |
| 1997 تفاصيل | السعودية               | البرازيل      | 6–0           | أستراليا         | التشيك                 | 1–0                     | الأروغواي              |
| 1999 تفاصيل | المكسيك                | المكسيك       | 4–3           | البرازيل         | الولايات المتحدة       | 2–0                     | السعودية               |
| 2001 تفاصيل | كوريا الجنوبية اليابان | فرنسا         | 1–0           | اليابان          | أستراليا               | 1–0                     | البرازيل               |
| 2003 تفاصيل | فرنسا                  | فرنسا         | 1–0 (ب.و.إ)   | الكاميرون        | تركيا                  | 2–1                     | · كولومبيا             |
| 2005 تفاصيل | ألمانيا                | البرازيل      | 4–1           | الأرجنتين        | ألمانيا                | 4–3 (ب.و.إ)             | المكسيك                |
| 2009 تفاصيل | جنوب إفريقيا           | البرازيل      | 3–2           | الولايات المتحدة | إسبانيا                | 3–2 (ب.و.إ)             | جنوب أفريقيا           |
| 2013 تفاصيل | البرازيل               | البرازيل      | 3–0           | إسبانيا          | إيطاليا                | 2–2 (ب.و.إ) (3–2 ر.ج.ت) | الأروغواي              |
| 2017 تفاصيل | روسيا                  | · ألمانيا     | 1–0           | · تشيلي          | · البرتغال             | 2–1 (ب.و.إ)             | · المكسيك              |
| 2021 تفاصيل | ألغيت البطولة          | ألغيت البطولة | ألغيت البطولة | ألغيت البطولة    | ألغيت البطولة          | ألغيت البطولة           | ألغيت البطولة          |

## النتائج
| ترتيب | السنة | المستضيف                | البطل        | الوصيف           | الثالث           | الرابع       | عدد الفرق المشاركة |
| ----- | ----- | ----------------------- | ------------ | ---------------- | ---------------- | ------------ | ------------------ |
| 1     | 1992  | السعودية                | الأرجنتين    | السعودية         | الولايات المتحدة | ساحل العاج   | 4                  |
| 2     | 1995  | السعودية                | الدنمارك     | الأرجنتين        | المكسيك          | نيجيريا      | 6                  |
| 3     | 1997  | السعودية                | البرازيل     | أستراليا         | جمهورية التشيك   | الأوروغواي   | 8                  |
| 4     | 1999  | المكسيك                 | المكسيك      | البرازيل         | الولايات المتحدة | السعودية     | 8                  |
| 5     | 2001  | كوريا الجنوبية، اليابان | فرنسا        | اليابان          | أستراليا         | البرازيل     | 8                  |
| 6     | 2003  | فرنسا                   | فرنسا (2)    | الكاميرون        | تركيا            | كولومبيا     | 8                  |
| 7     | 2005  | ألمانيا                 | البرازيل (2) | الأرجنتين        | ألمانيا          | المكسيك      | 8                  |
| 8     | 2009  | جنوب أفريقيا            | البرازيل (3) | الولايات المتحدة | إسبانيا          | جنوب إفريقيا | 8                  |
| 9     | 2013  | البرازيل                | البرازيل (4) | إسبانيا          | إيطاليا          | الأوروغواي   | 8                  |
| 10    | 2017  | روسيا                   | ألمانيا      | تشيلي            | البرتغال         | المكسيك      | 8                  |

| المركز | المنتخب          | البطل                      | الوصيف         | الثالث         | عدد المشاركات | الاتحاد               |
| ------ | ---------------- | -------------------------- | -------------- | -------------- | ------------- | --------------------- |
| 1      | البرازيل         | 4 (1997، 2005، 2009، 2013) | 1 (1999)       | -              | 7             | اتحاد أمريكا الجنوبية |
| 2      | فرنسا            | 2 (2001، 2003)             | -              | -              | 2             | الاتحاد الأوروبي      |
| 3      | الأرجنتين        | 1 (1992)                   | 2 (1995، 2005) | -              | 3             | اتحاد أمريكا الجنوبية |
| 4      | المكسيك          | 1 (1999)                   | -              | 1 (1995)       | 7             | اتحاد أمريكا الشمالية |
| 4      | ألمانيا          | 1 (2017)                   | -              | 1 (2005)       | 3             | الاتحاد الأوروبي      |
| 5      | الدنمارك         | 1(1995)                    | -              | -              | 1             | الاتحاد الأوروبي      |
| 6      | الولايات المتحدة | -                          | 1 (2009)       | 2 (1992، 1999) | 4             | اتحاد أمريكا الشمالية |
| 7      | أستراليا         | -                          | 1 (1997)       | 1 (2001)       | 4             | الاتحاد الآسيوي       |
| 7      | إسبانيا          | -                          | 1 (2013)       | 1 (2009)       | 2             | الاتحاد الأوروبي      |
| 8      | السعودية         | -                          | 1 (1992)       | -              | 4             | الاتحاد الآسيوي       |
| 8      | الكاميرون        | -                          | 1 (2003)       | -              | 3             | الاتحاد الأفريقي      |
| 8      | اليابان          | -                          | 1 (2001)       | -              | 5             | الاتحاد الآسيوي       |
| 8      | تشيلي            | -                          | 1 (2017)       | -              | 1             | اتحاد أمريكا الجنوبية |
| 11     | إيطاليا          | -                          | -              | 1 (2013)       | 2             | الاتحاد الأوروبي      |
| 11     | جمهورية التشيك   | -                          | -              | 1 (1997)       | 1             | الاتحاد الأوروبي      |
| 11     | تركيا            | -                          | -              | 1 (2003)       | 1             | الاتحاد الأوروبي      |
| 11     | البرتغال         | -                          | -              | 1 (2017)       | 1             | الاتحاد الأوروبي      |

## ملخص البطولات
| نسخة | مدن | الملاعب | فرق | مواجهات | الأهداف | ⌀    | الحضور  | الحضور⌀ | بطاقة صفراء | ⌀    | بطاقتين صفراء ثم حمراء | ⌀    | بطاقة حمراء | ⌀    |
| ---- | --- | ------- | --- | ------- | ------- | ---- | ------- | ------- | ----------- | ---- | ---------------------- | ---- | ----------- | ---- |
| 1992 | 1   | 1       | 4   | 4       | 18      | 4.50 | 169,500 | 42,375  | 11          | 2.75 | 0                      | 0.00 | 2           | 0.50 |
| 1995 | 1   | 1       | 6   | 8       | 19      | 2.38 | 110,000 | 13,750  | 33          | 4.13 | 0                      | 0.00 | 1           | 0.13 |
| 1997 | 1   | 1       | 8   | 16      | 52      | 3.25 | 293,500 | 18,344  | 58          | 3.63 | 2                      | 0.13 | 2           | 0.13 |
| 1999 | 2   | 2       | 8   | 16      | 55      | 3.44 | 970,000 | 60,625  | 60          | 3.75 | 4                      | 0.25 | 1           | 0.06 |
| 2001 | 6   | 6       | 8   | 16      | 31      | 1.94 | 556,766 | 34,798  | 45          | 2.81 | 3                      | 0.19 | 1           | 0.06 |
| 2003 | 3   | 3       | 8   | 16      | 37      | 2.31 | 491,700 | 30,731  | 70          | 4.38 | 3                      | 0.19 | 1           | 0.06 |
| 2005 | 5   | 5       | 8   | 16      | 56      | 3.50 | 603,106 | 37,694  | 71          | 4.44 | 1                      | 0.06 | 2           | 0.13 |
| 2009 | 4   | 4       | 8   | 16      | 44      | 2.75 | 584,894 | 36,556  | 50          | 3.13 | 0                      | 0.00 | 4           | 0.25 |
| 2013 | 6   | 8       | 8   | 16      | 68      | 4.25 | 804,659 | 50,291  | 46          | 2.88 | 3                      | 0.19 | 1           | 0.06 |
| 2017 | 4   | 4       | 8   | 16      | 43      | 2.69 | 628,304 | 39,269  | 56          | 3.5  | 3                      | 0.19 | 1           | 0.06 |

## إحصائيات
| - 9 أهداف: رونالدينيو، كواوتيموك بلانكو - 8 أهداف: فرناندو توريس - 7 أهداف: رونالدو، روماريو - 6 أهداف: مرزوق العتيبي، ديفيد فيا - 5 أهداف: فابيانو، أدريانو، بيريز، ألويسي، سميتشر، فريد | - 22 لقاء: ديدا - 17 لقاء: لوسيو - 16 لقاء: بافل باردو - 14 لقاء: كلاوديو سواريز - 13 لقاء: رونالدينهو |

## الجوائز
| تمنح جائزة الكرة الذهبية للاعب الأكثر تميزا في البطولة. - كأس القارات 1997: دينيلسون - كأس القارات 1999: رونالدينيو - كأس القارات 2001: بيريز - كأس القارات 2003: هنري - كأس القارات 2005: أدريانو - كأس القارات 2009: كاكا - كأس القارات 2013: نيمار - كأس القارات 2017: يوليان دراكسلر تُمنح جائزة الحذاء الذهبي للاعب الأكثر تسجيلا للأهداف في البطولة. - كأس القارات 1997: روماريو 7 أهداف - كأس القارات 1999: رونالدينهو 6 أهداف - كأس القارات 2001: بيريز هدفين - كأس القارات 2003: هنري 4 أهداف - كأس القارات 2005: أدريانو 5 أهداف - كأس القارات 2009: لويس فابيانو 5 أهداف - كأس القارات 2013: فرناندو توريس 5 أهداف - كأس القارات 2017: تيمو فيرنر 3 أهداف | تُمنح جائزة اللعب النظيف للمنتخب المتحصل علي أقل عدد من البطاقات والمخالفات: - كأس القارات 1997: جنوب إفريقيا - كأس القارات 1999: نيوزيلندا، البرازيل - كأس القارات 2001: اليابان - كأس القارات 2003: اليابان - كأس القارات 2005: اليونان - كأس القارات 2009: البرازيل - كأس القارات 2013: إسبانيا - كأس القارات 2017: ألمانيا تُمنح جائزة القفاز الذهبي للحارس الأكثر تميزا في البطولة. - كأس القارات 2005: أوزفالدو سانشيز - كأس القارات 2009: تيم هاوارد - كأس القارات 2013: خوليو سيزار - كأس القارات 2017: كلاوديو برافو |